# کمبرتاستاتین
کمبرتاستاتین (به انگلیسی: Combretastatin) با فرمول شیمیایی C۱۸H۲۲O۶ یک ترکیب شیمیایی با شناسه پاب‌کم ۹۸۹۵۲۶۴ است. که جرم مولی آن ۳۳۴٫۳۶ g/mol می‌باشد.